# Hiroshi Kitadani
Hiroshi Kitadani (きただに ひろし, Kitadani Hiroshi, born August 24, 1968) és un cantant japonès, que interpreta principalment temes i altres cançons d'anime. També treballa entre bastidors de moltes cançons. Actualment treballa amb JAM Project. És principalment famós per cantar el primer, quinze, dinou (amb Kishidan), vint-i-segon i vint-i-sisè openings de la popular sèrie d'anime One Piece.

## Carrera
Hiroshi Kitadani va començar la seva carrera com a cantant el 1994 com a membre del trio musical Stagger. Després que la banda va publicar un àlbum a través de Warner Music Japan, va llançar un àlbum homònim el 1999. Poc després, va ser reconegut mundialment per cantar el popular tema d'obertura de One Piece, "We Are!" Aviat, es va associar amb altres músics en l'acte musical Lapis Lazuli el desembre del mateix any. El grup va publicar un mini-àlbum abans que Kitadani marxés.
El 2003, la seva gran oportunitat va arribar quan es va unir al JAM Project. Va debutar durant el segon concert en directe del grup, però no va participar en l'enregistrament d'estudi del grup fins que es va llançar el senzill "Nageki no Rozario". A partir d'aleshores, Kitadani es va convertir en una figura destacada de la indústria de les cançons d'anime, però no cantava moltes cançons temàtiques regularment com els seus companys del grup. En el moment de la primera gira mundial de JAM Project, la seva popularitat va augmentar espectacularment i es va fer conegut pels fans de tot el món.
El 2008, Hiroshi va llançar el seu primer àlbum d'estudi de llarga durada, R-New, i el seu company de banda de JAM Project, Masami Okui, va proporcionar veus de cor i harmonització en moltes de les cançons de l'àlbum. En el documental que l'acompanya, va treballar les cançons amb els seus amics en un petit estudi de gravació. Mentre estava escrivint cançons, va demostrar les seves habilitats culinàries, preparant-se els àpats al seu propi apartament.
El 8 d'agost de 2012, Hiroshi va llançar el seu segon àlbum de llarga durada, Real.
El 2014, va publicar el seu primer àlbum recopilatori Score per commemorar els vint anys de carrera.
Al llarg del seu viatge com a artista de cançons d'anime, Kitadani ha assistit a molts esdeveniments amb membres del projecte JAM. Havia actuat a Amèrica Llatina amb els seus amics Masaaki Endoh i Hironobu Kageyama en concerts com Anime Friends. També ha participat a Animelo, un festival anual d'estiu de cançons d'anime on JAM Project és un convidat recurrent. També va col·laborar amb Aki Misato per produir temes d'anime, formant un grup anomenat SV Tribe juntament amb Masaaki Endoh.

## Discografia

### Àlbums
1. [27.08.2008] R-new
2. [08.08.2012] Real

### Recopilació
1. [2014.08.27] SCORE

### Senzills
1. [1999.10.20] We Are! (ウィーアー！)
2. [2002.03.20] Endless Hope / Hatenaki Kibō (果てなき希望)
3. [2002.04.20] Bakutou Sengen! Daigunder / We are the Heroes (爆闘宣言!ダイガンダー / We are the Heroes)
4. [2002.04.27] Totsugeki Gunka Gun Parade March (突撃軍歌ガンパレード・マーチ)
5. [2002.09.26] Revolution
6. [2003.06.25] Seinaru Kemonotachi (聖なるけものたち)
7. [2004.02.25] Taiyou no Transform!! / Calling you (太陽のTransform!!)
8. [2006.02.15] Madan Senki Ryuukendou (魔弾戦記リュウケンドー)
9. [2006.08.23] Justice of Darkness ~Youkai Ningen Bem no Theme / Hachigatsu no Eien (Justice of darkness ～妖怪人間ベムのテーマ / 8月の永遠)
10. [2007.11.21] Endless Dream
11. [2009.11.25] Rescue Taisou (レスキュー体操)
12. [2011.10.26] U-n-d-e-r—STANDING! (SV Tribe)
13. [2011.11.16] We Go! (ウィーゴー！)
14. [2013.12.18] Baku Atsu! Gaist Crusher (爆アツ!ガイストクラッシャー)
15. [2016.06.26] We Can! (ウィーキャン! )
16. [2019.07.07] Over the top (オバー　ざー　トップ)
17. [2024.01.07] Āssu! / Us! (あーーっす！)